# Конвеј (Пенсилванија)
Конвеј (енгл. Conway) град је у америчкој савезној држави Пенсилванија.

## Демографија
По попису из 2010. године број становника је 2.176, што је 114 (-5,0%) становника мање него 2000. године.
| Група             | 2000.         | 2010.         |
| Белци             | 2.240 (97,8%) | 2.087 (95,9%) |
| Афроамериканци    | 29 (1,3%)     | 25 (1,1%)     |
| Азијати           | 0 (0,0%)      | 6 (0,3%)      |
| Хиспаноамериканци | 11 (0,5%)     | 21 (1,0%)     |
| Укупно            | 2.290         | 2.176         |